# Рассвет (фильм, 2024)
«Рассвет» (англ. Sunrise) — фильм ужасов, режиссёра Эндрю Бэрда по сценарию Ронана Блэйни. Главные роли в фильме исполнят Гай Пирс и Алекс Петтифер, который также стал продюсером фильма совместно с Мартином Бреннаном и Джибом Полхемусом. Премьера фильма состоялась 19 января 2024 года.

## Сюжет
В маленьком городке поселился вампир. Местные жители заключают с ним договор, по которому они обязуются отдавать ему жертвы.

## В ролях
- Алекс Петтифер — Фэллон
- Гай Пирс — Рейнольдс
- Олвен Фуэре — Ма Рейнольдс
- Курт Ягер — Гиллеспи
- Кристал Ю — Янь Лой
- Уильям Гао — Эдвард
- Форрест Ботвелл — Петри
- Ричард Петтифер — Сэм
- Райли Чанг — Эмили
- Чике Чан — мистер Лой

## Производство
Продюсером фильма стал Мартин Бреннан. Режиссёр Бэрд и Гай Пирс ранее работали вместе в 2020 году над фильмом «Зона 414». Права на прокат фильма были проданы на Европейском кинорынке компанией The Solution Entertainment Group, занимавшейся его производством.
Съёмки проходили в Северной Ирландии в феврале 2023 года.
Кинопрокатом фильма занималась компания Lionsgate Films. Премьера в кинотеатрах состоялась 19 января 2024 года.